# 韩康 (东汉)

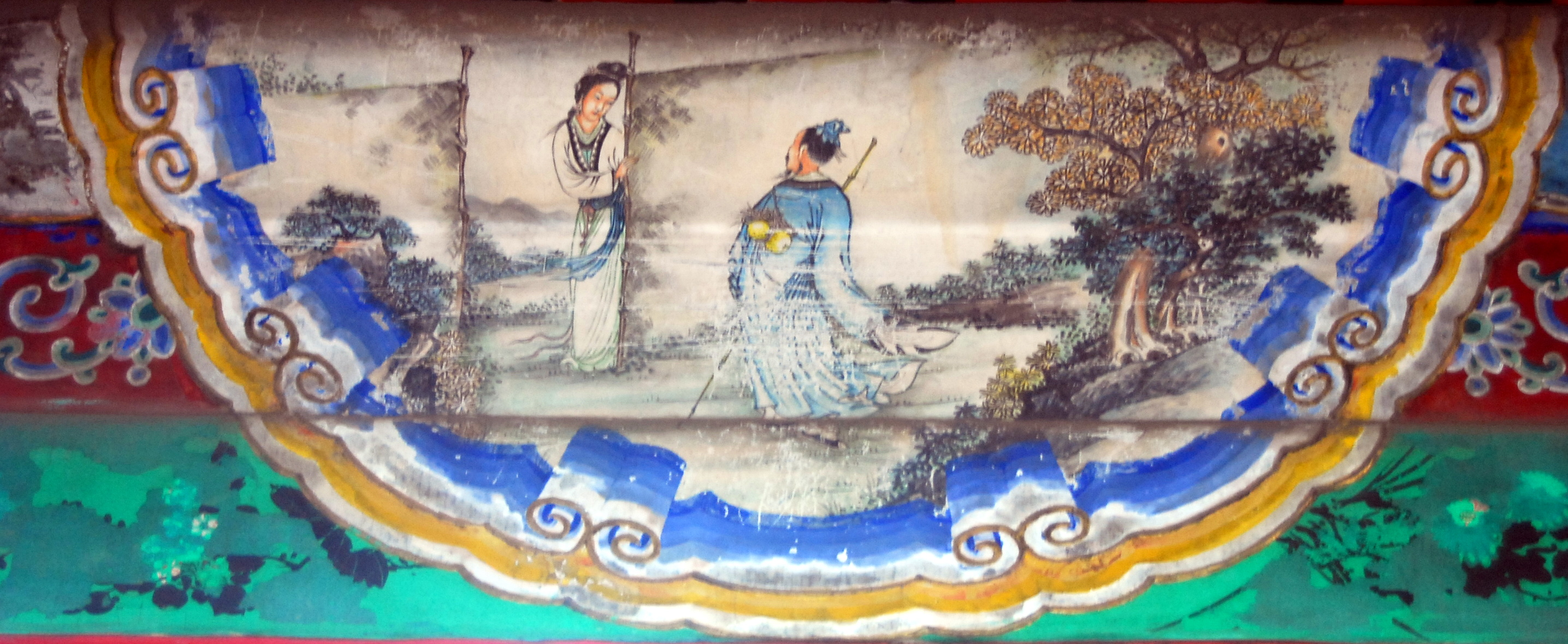
颐和园长廊上的彩绘：韩康卖药，仿费丹旭画作

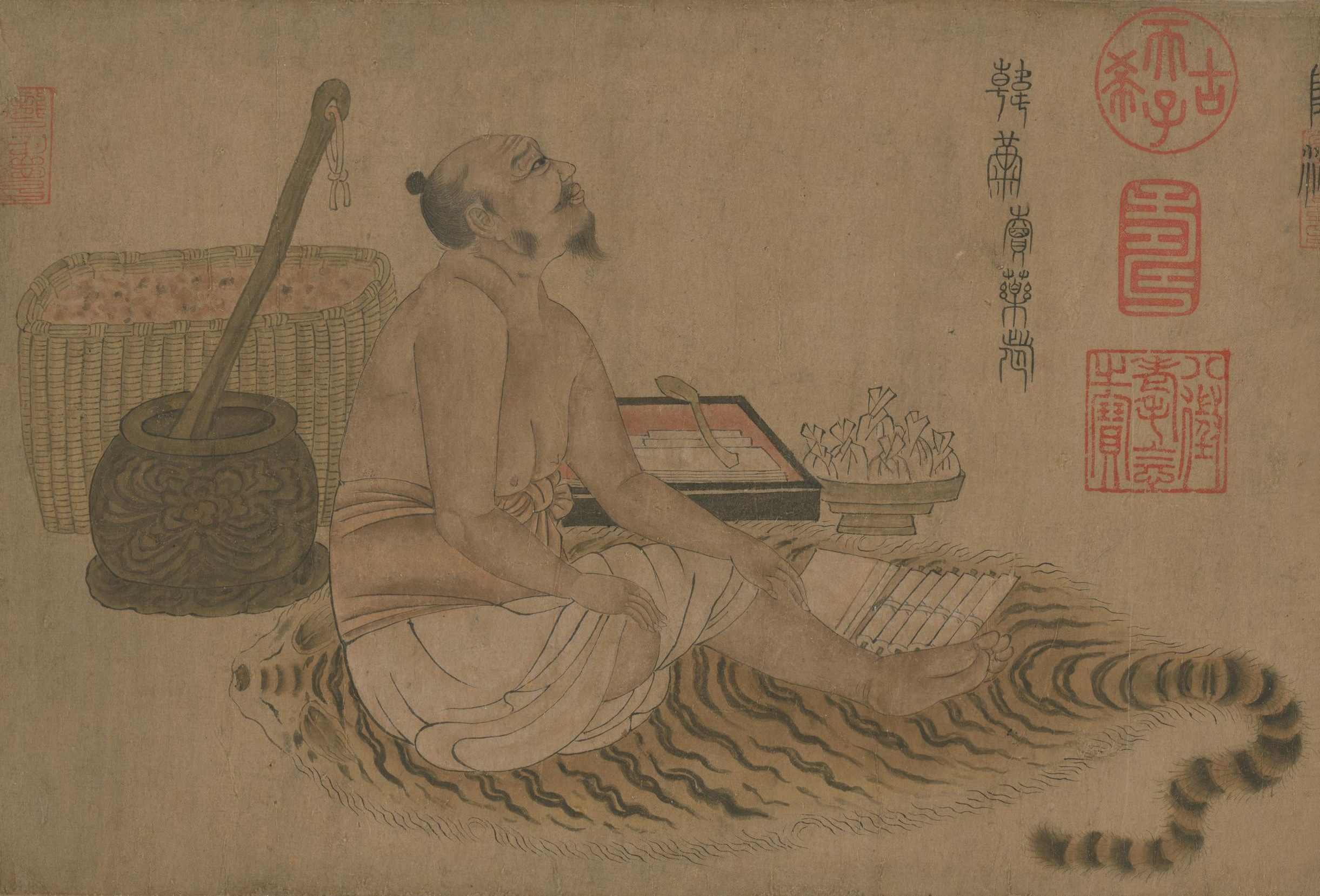
韩康布衣制药图（唐陆曜《六逸图卷》局部）

韩康，字伯休，京兆霸陵（今陕西西安市东）人，东汉医生。主要事迹见于赵岐《三辅决录》。

## 生平
韩康出身望族，专心于中草药研究，在长安城卖药为生，以其卖药童叟无欺，言不二价著称。韩康认为自己隐姓埋名卖药，却没想到却变得如此有名，于是就隐居起来。
官府多次聘请他到朝中任职，他都推辞不就。汉桓帝派使者带了很多礼物去请他出山，他无法推辞，只好驾着自己的牛车上路。途中又想办法逃走，隐居山中，以高寿而终。
后世以其隐居不仕，不图富贵，坚守诚信，许多药铺都以“韩康遗风”，“市隐韩康”作为匾额，表明自己卖药童叟不欺，不二价。